# IX обикновено народно събрание
Деветото обикновено народно събрание (IX ОНС) е народно събрание на Княжество България, заседавало от 1 декември 1896 до 19 декември 1898, брой народни представители – 159. Народното събрание е разпуснато на 5 март 1899, след като през декември 1898 година отказва да одобри правителствения проект за закупуване на Източната железница. В резултат правителството подава оставка.

## Избори
Изборите за IX ОНС са насрочени с указ на княз Фердинанд I № 289 от 10 октомври 1896 г. Провеждат се на 17 ноември същата година и са спечелени от управляващата Народна партия на Константин Стоилов.

## Място
Заседанието се провежда в сградата на Народното събрание.

## Сесии
- I редовна (1 декември 1896 – 27 февруари 1897)
- II редовна (15 октомври – 15 декември 1897)
- III редовна (15 октомври – 19 декември 1898)

## Председатели
- Георги Янкулов (1 декември 1896 – 5 март 1899)

### Подпредседатели
- Христо Попов
- Петко Горбанов
- Георги Губиделников